# Ignacio Sandoval
Capitán Ignacio Sandoval fue un insurgente colimense que mantuvo la insurgencia por la Independencia de México en Colima mediante un gran ejército que sitió la ciudad en contra de los Realistas españoles.
Nació en la villa de Colima hacia 1780. Se sublevó a favor de la independencia de México poco después del Grito de Dolores. Unido a Manuel Llamas y Pedro Regalado Llamas, José Calixto Martínez y Moreno, y Miguel Gallaga, formó un grupo de dos mil hombres, con el que lograron derrotar en Almoloyan al coronel realista Manuel del Río. Acompañó a Anastacio Brizuela y al Padre José Antonio Díaz y fue un impulsor de la independencia de Colima de Jalisco. Defendió la Villa de Colima en contra de las fuerzas realistas. Ignacio Sandoval ocupó Colima y se desempeñó como alcalde Mayor en agosto de 1811. Sandoval fue derrotado por las fuerzas realistas de Manuel del Río el 21 de agosto de 1811, obligándolo a huir hacia el norte. En Tomatlán, Sandoval fusiló a Miguel Gallaga culpándolo de la derrota.
Históricamente, Sandoval fue el más destacado insurgente colimense, y siguió sobre las armas varios años en contra del gobierno español. Se cree que murió el 20 de diciembre de 1814. Una de las principales avenidas de la Ciudad de Colima lleva su nombre en honor a este insurgente colimense.